# Hyundai HD120

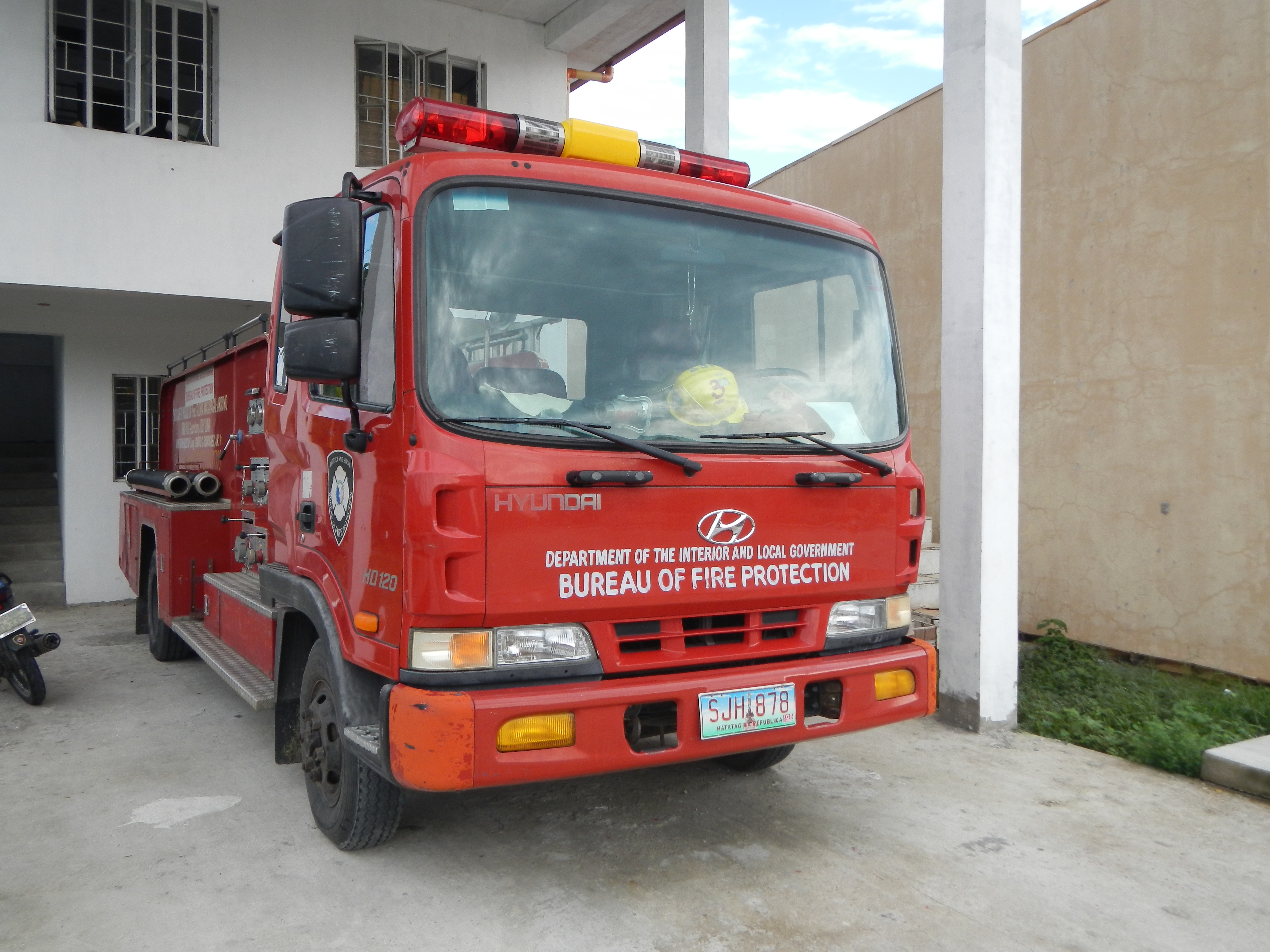
Hyundai HD120 І (1997-2004)

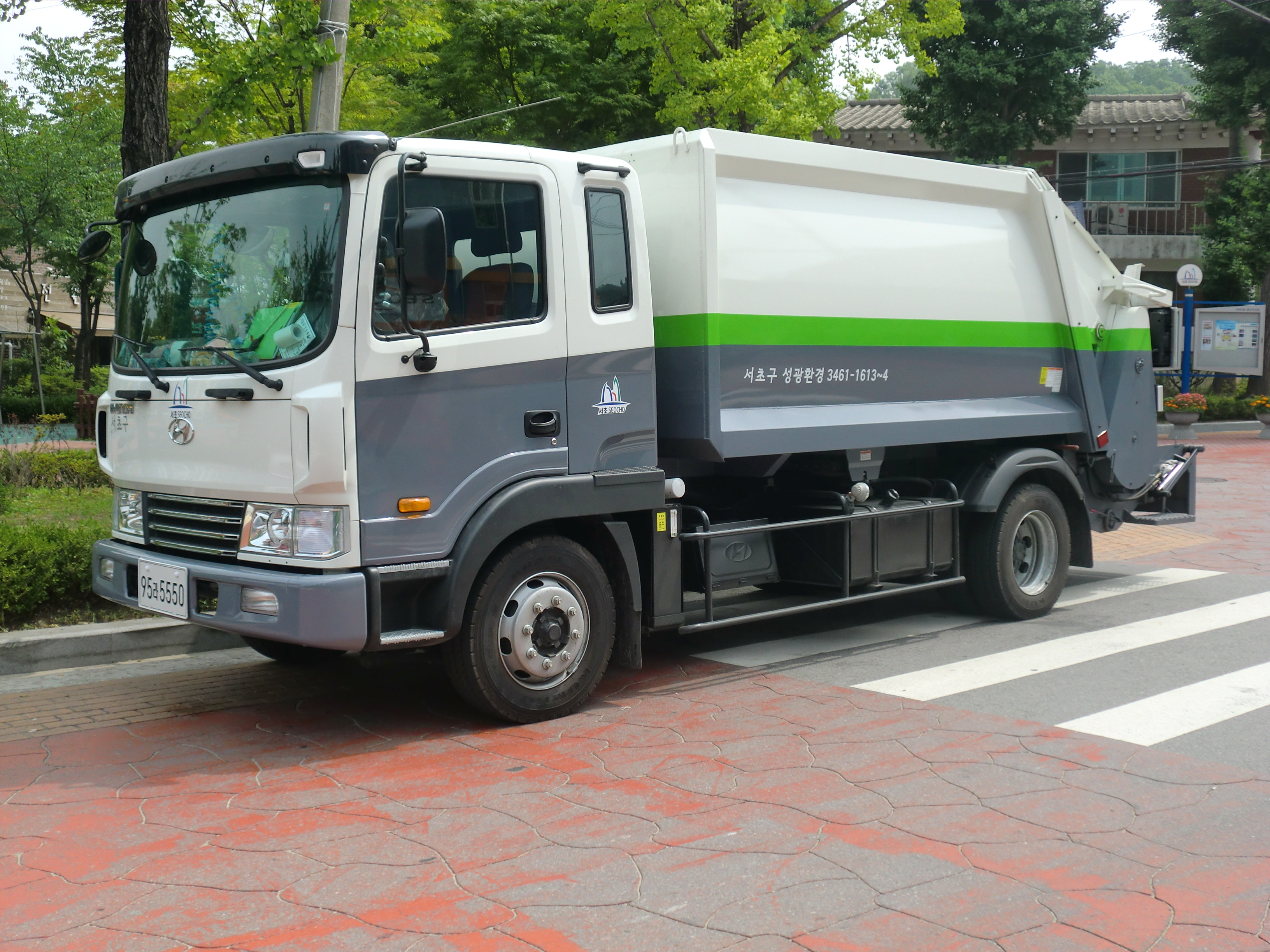
Hyundai HD120 ІІ (з 2004)

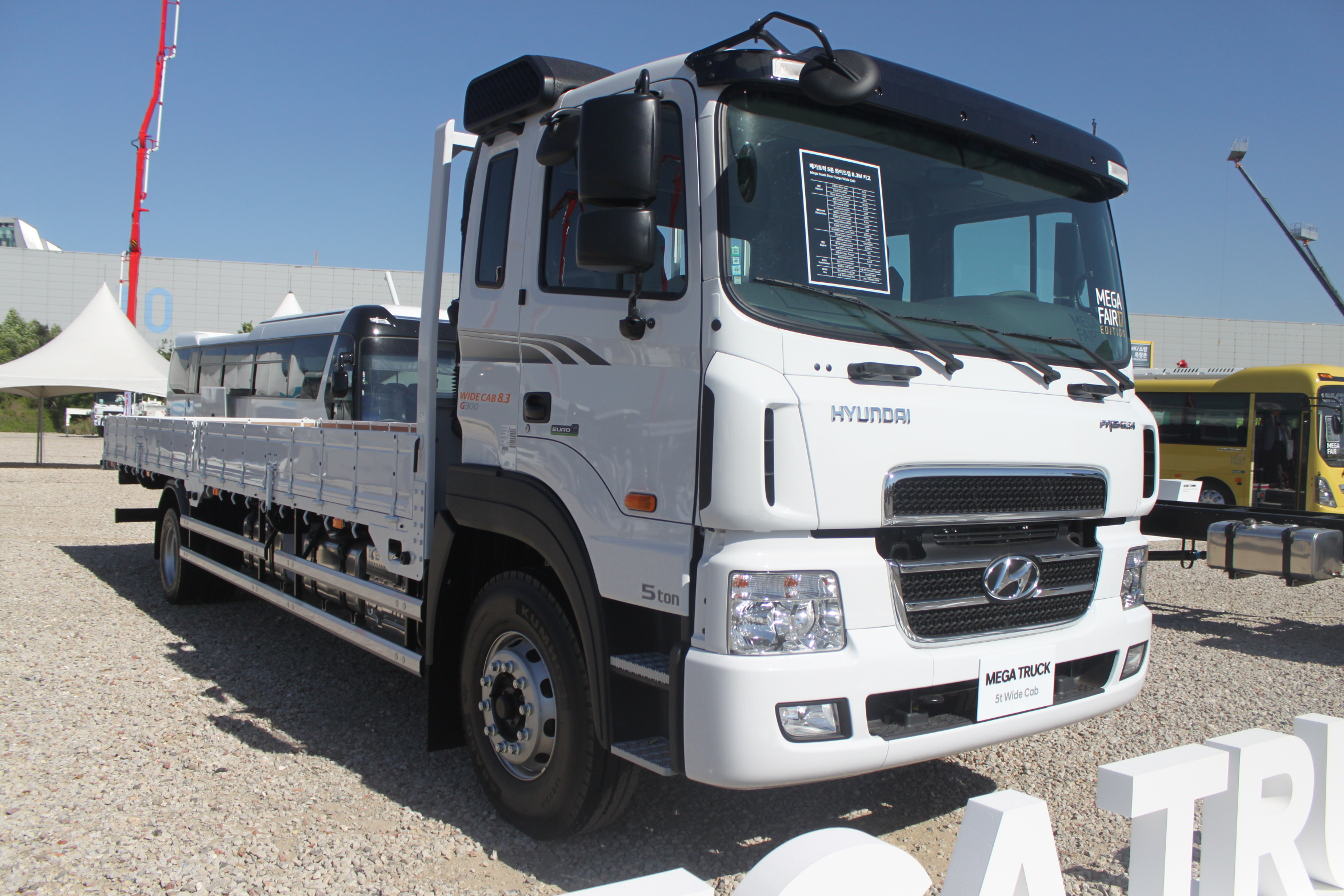
Hyundai Mega Truck Wide Cab

Hyundai MegaTruck — корейський середньотонажний низькорамний вантажний автомобіль класу N2 категорії MCV вантажопідйомністю 5 тонн, що виготовляється з кінця 1997 року компанією Hyundai. На експортних ринках Mega Truck продається під індексом Hyundai HD120 зі збільшеною до 8,2 т вантажопідйомністю. У США і Канаді продається під брендом Bering MD. На основі Hyundai HD120 розробили трьохосну модель Hyundai HD210 6х2 з підйомною задньою віссю і вантажопідйомністю 16,3 тонни 
між легким Могутній і більш важким Trago.
2004 році модель оновили, автомобіль отримав більш обтічну кабіну і нове оснащення.
В 2006 році дизельні двигуни отримали систему Common Rail.
В 2009 році представили модель Hyundai MegaTruck Widecab з широкою кабіною від важкої серії Hyundai Trago.
Автомобілі комплектуються дизельними двигунами Hyundai D6DA, D6GA, D6DGA або D6BR об'ємом 5,9-7,5 л потужністю від 109 до 280 к.с. та МКПП Hyundai або АКПП Allison чи ZF.

## Hyundai HD 120 4WD
Крім звичайної існує і повноприводна версія 4х4 (225 к.с.) з двоскантою задньою віссю вантажопідйомністю 8,2 тонни, яку планують складати крупновузловим методом на потужностях корпорації «Богдан» в Черкасах і використовувати в українській армії.